# Paul Pérez (taekwondo)
Paul Pérez Acle (14 de enero de 1976-15 de abril de 2019) fue un deportista chileno que compitió en taekwondo. Ganó una medalla de bronce en el Campeonato Panamericano de Taekwondo de 2000 en la categoría de –78 kg.
Falleció a los cuarenta y tres años el 15 de abril de 2019 sin que fuesen hechas públicas las circunstancias de su muerte.

## Palmarés internacional
| Campeonato Panamericano | Campeonato Panamericano | Campeonato Panamericano | Campeonato Panamericano |
| Año                     | Lugar                   | Medalla                 | Categoría               |
| ----------------------- | ----------------------- | ----------------------- | ----------------------- |
| 2000                    | Oranjestad (Aruba)      | Medalla de bronce       | –78 kg                  |